# Constantin Daniel Rosenthal
Constantin Daniel Rosenthal (ur. 1820 w Peszcie, zm. 23 lipca 1853 tamże) – rumuński malarz, rzeźbiarz i rewolucjonista pochodzenia żydowskiego, uczestnik rewolucji 1848 roku.
Pochodził z żydowskiej rodziny kupieckiej. Prawdopodobnie studiował na Akademii Sztuk Pięknych w Wiedniu. Od około 1842 pracował w Bukareszcie, gdzie w okresie przed Wiosną Ludów wykonał wiele portretów, m.in. pani Filipescu (uważany za najstarszy) i Nicolae Bălcescu. Od 1844 kształcił się w Paryżu, gdzie obracał się w kręgach patriotycznych i radykalnych studentów. Po powrocie do Bukaresztu w 1847 należał do stowarzyszenia Frăția. W czasie Wiosny Ludów przyznano mu obywatelstwo Wołoszczyzny. W tym okresie wykonał rzeźbę Statua Wolności, która znajdowała się na Piața Vorniciei od 23 do 29 czerwca 1848. Od maja 1850 przebywał wraz z innymi wygnanymi rewolucjonistami w Paryżu, gdzie wykonał swoje dwa najbardziej znane obrazy: Rumunia rewolucyjna i Rumunia zrzucająca kajdany na Polu Wolności. Z powodów finansowych przeniósł się do Szwajcarii, a następnie do Grazu. Planował powrót do Bukaresztu w celu wznowienia działalności rewolucyjnej. Zadenuncjowany przez francuskich tajnych agentów, został aresztowany w Budapeszcie. Nie chcąc zdradzić swoich towarzyszy, zginął w wyniku tortur. Ciała nie przekazano rodzinie.

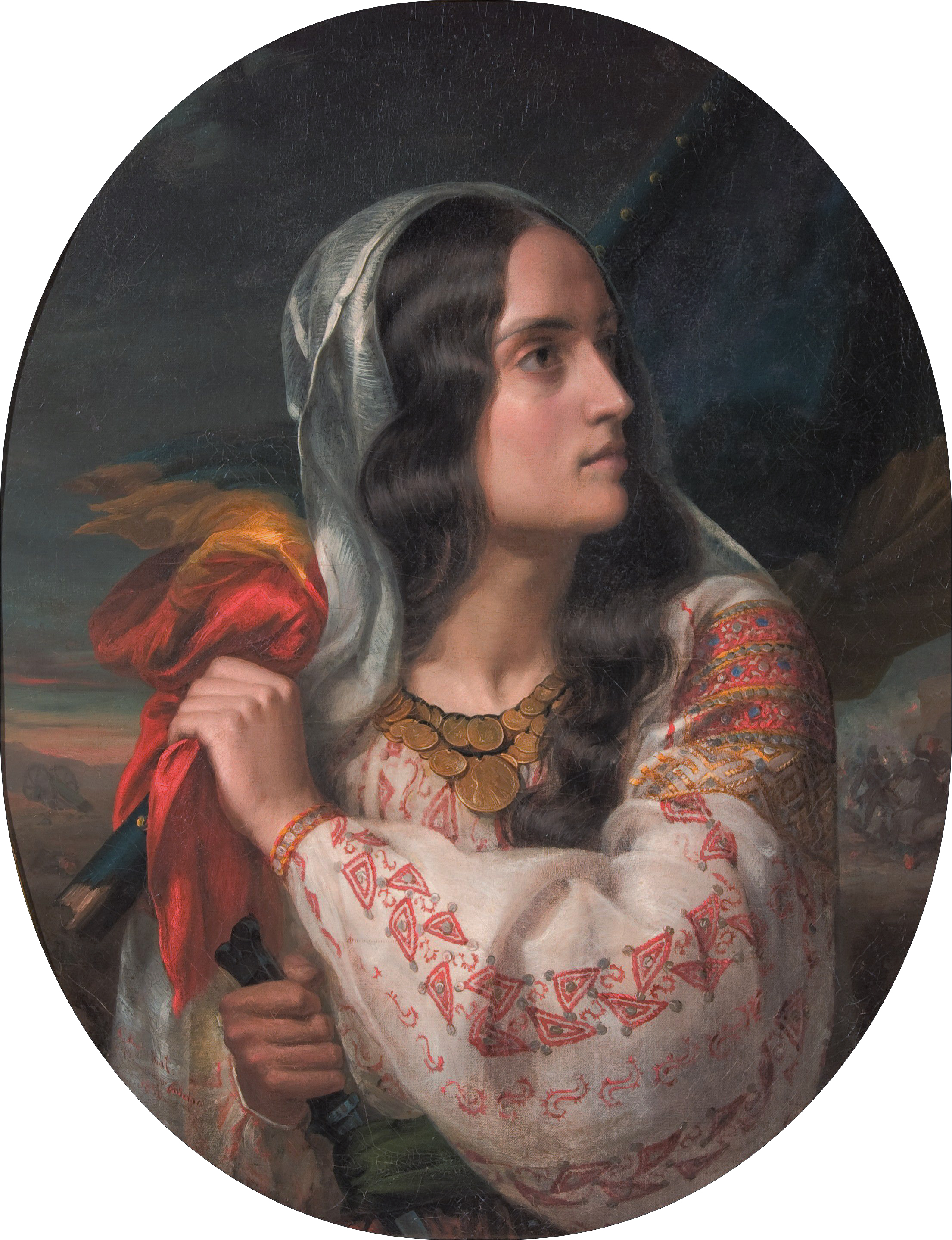
Rumuńska rewolucjonistka

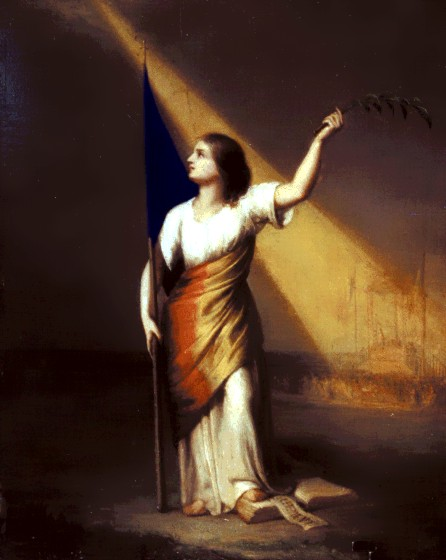
Rumunia zrzucająca kajdany na Polu Wolności